# Kaokochloa nigrirostris
Kaokochloa nigrirostris är en gräsart som beskrevs av De Winter. Kaokochloa nigrirostris ingår i släktet Kaokochloa och familjen gräs. Inga underarter finns listade i Catalogue of Life.